# Granada (Colorado)
Granada és una població dels Estats Units a l'estat de Colorado. Segons el cens del 2000 tenia 640 habitants.

## Demografia
Segons el cens del 2000, Granada tenia 640 habitants, 198 habitatges, i 151 famílies. La densitat de població era de 343,2 habitants per km².
Dels 198 habitatges en un 48,5% hi vivien nens de menys de 18 anys, en un 61,1% hi vivien parelles casades, en un 9,6% dones solteres, i en un 23,7% no eren unitats familiars. En el 18,2% dels habitatges hi vivien persones soles l'11,6% de les quals corresponia a persones de 65 anys o més que vivien soles. El nombre mitjà de persones vivint en cada habitatge era de 3,23 i el nombre mitjà de persones que vivien en cada família era de 3,77.
Per edats la població es repartia de la següent manera: un 37,7% tenia menys de 18 anys, un 9,1% entre 18 i 24, un 25,3% entre 25 i 44, un 18,3% de 45 a 60 i un 9,7% 65 anys o més.
L'edat mediana era de 28 anys. Per cada 100 dones de 18 o més anys hi havia 100,5 homes.
La renda mediana per habitatge era de 26.042 $ i la renda mediana per família de 31.750 $. Els homes tenien una renda mediana de 22.167 $ mentre que les dones 18.750 $. La renda per capita de la població era de 10.561 $. Entorn del 25,2% de les famílies i el 27,8% de la població estaven per davall del llindar de pobresa.

## Poblacions més properes
El següent diagrama mostra les poblacions més properes.